# 杜爾塞農布雷
杜爾塞農布雷（西班牙語：Dulce Nombre），是洪都拉斯的城鎮，位於該國西部，由科潘省負責管轄，始建於1907年，面積31.1平方公里，海拔高度1,089米，2001年人口4,481，人口密度每平方公里144.08人。
14°51′0″N 88°50′0″W / 14.85000°N 88.83333°W